# 유건봉
유건봉(劉建鋒, ? ~ 896년)은 당나라 말기의 군벌로, 자는 예단(銳端)이며, 채주 낭산현(朗山縣) 사람이다. 894년부터 896년 죽을 때까지 무안군(武安軍, 본부는 지금의 호남성 장사시에 있었다)을 통제하였다.

## 생애

### 출신 배경 및 초기 경력
유건봉은 채주 낭산(朗山) 출신으로, 언제 태어났는지는 알려진 바 없다. 어느 때부터인가, 그는 충무군(忠武軍, 본거지는 지금의 허난성 쉬창 시) 용양지휘사(龍驤指揮使)가 되어, 결승지휘사(決勝指揮使) 손유와 함께 봉국군 절도사(奉國軍節度使, 본거지는 채주) 진종권의 휘하에서 대규모 변민군(變民軍, 농민 반란군) 수령 황소에 저항하러, 채주에 주둔해 있었다. 진종권이 당 희종을 배반하고 황제를 자칭한 이후에도, 그들은 계속 그를 따랐다.

### 손유휘하에서

#### 하양에서장길과 친구가 되다
886년 진종권은 손유에게 명하여, 군대를 이끌고 당나라 조정 치하의 하양(河陽, 본거지는 지금의 허난성 뤄양 시) 번진을 치게 하였다. 손유는 하양유후(留後) 제갈중방(諸葛仲方)을 격파하고 하양 번진을 탈취하였다. 비록 승리를 거두기는 했지만, 손유 휘하의 행군사마(行軍司馬) 장길(張佶)이 은밀히 유건봉에게 말하였다.
| “ | 진공(秦公, 진종권)은 억세고 사나우며 시기심이 많아서, 곧 반드시 멸망할 것이다. 우리들은, 우리들 자신이 이 운명을 피할 길을 찾아야 한다. | ” |

유건봉은 이 말 속에서 장길의 지혜를 알아차리고, 그와 친구가 되었다.

#### 손유를 따라회남으로 진군하다
진종권이 당나라의 선무군 절도사(宣武軍節度使, 본거지는 지금의 허난성 카이펑 시) 주전충에게 대패를 당한 후, 손유는 하양 번진에서 철수하였다.
그 해(886년) 연말에, 진종권은 동생 진종형(秦宗衡)을 파견하여 손유를 부사로 삼아, 회남(淮南, 지금의 장쑤성 양저우 시) 번진으로 진군하여 그 지배권을 쟁탈하게 하였다. 당시 회남은, 진언과 필사탁의 한편과 양행밀의 다른 한편 사이에서, 서로 죽고 죽이는 내전에 빠져 있었다. 유건봉, 장길, 마은은 모두 진종형의 군중에 있었다. 그들이 회남 번진의 군부가 있는 양주에 도착했을 무렵, 양행밀은 그곳을 점령함과 동시에, 진언과 필사탁을 억지로 달아나게 하였다. 진언과 필사탁 역시 진종형군과 합류하였다.
오래지 않아, 주전충의 군사적 압력에 직면하게 된 진종권이 진종형군을 소환하려 하자, 손유는 진종형을 죽이고 그 군대를 탈취하였고, 이후 진언과 필사탁까지 죽였다. 곧바로 손유는 양행밀을 격파하여 양주를 점령하고, 회남절도사를 자칭하였다.(그 후, 양행밀은 녕국군(寧國軍, 본거지는 지금의 안후이성 쉬안청 시. 선흡군(宣歙軍)의 후신) 번진을 점령하여 그 절도사가 되었다.)

#### 양행밀군과의 전투
889년, 손유는 유건봉에게 명하여 양행밀의 마보도우후(馬步都虞候) 전군이 지키고 있던 상주(常州, 지금의 장쑤성 창저우 시)를 공격하여 함락시키게 하였다. 유건봉은 이어 전류(당시 항주를 지배하고 있었다)의 부하인 윤주제치사(潤州制置使) 성급(成及)이 지키고 있던 윤주(潤州, 지금의 장쑤성 전장 시)를 공격하여 함락시켜 버렸다.
890년 윤주가, 양행밀이 파견한 군대의 습격을 받아 함락되고 말았다. 유건봉은 무진(武進, 지금의 장쑤성 창저우 시 우진 구)에서 안인의(安仁義), 유위(劉威), 전군 등이 이끄는 양행밀군에게 격파되었다. 그 무렵, 상주도 이미 양행밀에게 탈환되어 있었고, 그의 부장 장행주(張行周)가 제치사(制置使)로서 그곳을 지키고 있었다. 유건봉은 재차 상주를 공격하여 장행주를 죽이고, 양행밀의 부장 이우(李友)가 지배하고 있던 소주를 포위하였다. 그 해 12월, 손유는 직접 소주를 쳐서 함락시키고 이우를 죽였다.

#### 손유의 죽음, 그리고 다시 남쪽으로
891년 봄, 손유는 먼저 양행밀을 멸망시키고, 그 다음에 주전충을 멸망시킨다는 야심찬 계획의 첫 단계를 전개하였다. 그는 전군을 이끌고 녕국군의 군부(軍府) 선주(宣州)를 향해 진군하였다. 이때, 유건봉은 손유군의 일원으로 있었다.
손유군은 처음에는 승리하여, 그 이듬해인 892년 2월에는 선주를 포위하기에 이르렀다. 그러나 그는 선주를 함락시키지 못했고, 이내 곤경에 빠지게 되었다. 양행밀은 또 기습부대를 파견하여 그의 군량 수송로를 차단하게 하였다. 게다가, 그의 군대는 이내 폭우와 역병에 시달리게 되었고, 손유 자신도 학질을 앓게 되었다. 그는 유건봉과 마은을 파견하여, 병력을 나누어 식량을 구하러 인근 여러 고을들을 약탈하게 해야만 했다. 동시에, 손유가 학질을 앓고 있다는 것을 알게 된 양행밀은 이를 공격하여, 손유군을 괴멸시키고 손유를 죽였다. 손유군의 대부분은 양행밀에게 투항하였다.
유건봉과 마은은 7천 명의 사병을 거느리고 진남군(鎭南軍, 본거지는 지금의 장시성 난창 시) 번진을 향해 남하, 진군하였다. 사병들은 유건봉을 그들의 총수로, 마은을 선봉지휘사(先鋒指揮使)로, 장길을 모주(謀主)로 각각 추대하였다. 이 군대는 얼마 안 가서 10여만 명에까지 이르렀다.

### 무안군 번진을 탈취하다
유건봉군은 진남군을 치지 않고, 당시 등처눌의 치하에 있던 무안군 번진 쪽으로 서남쪽을 향해 진군을 계속하였다.
894년 5월에 유건봉의 군대가 예릉(醴陵, 지금의 후난성 주저우 시의 현급시 리링 시)에 이르자, 등처눌은 소주지휘사(邵州指揮使, 지금의 후난성 사오양 시) 장훈(蔣勛)과 등계숭(鄧繼崇)을 파견하여, 유건봉의 진군을 저지하러 용회관(龍回關, 지금의 사오양 시에 있었다)을 지키게 하였다.
마은은 관 아래에 도착하여, 장훈과 등계숭에게 사자를 보냈다. 사자는 장훈과 등계숭에게, 유건봉의 도래는 별자리에 예언된 조짐이므로 그들의 군대는 그에게 저항하기에는 역부족이라고 설득하였다. 사자의 건의로, 장훈과 등계숭은 군대를 해산시켰다. 마은은 부하 사병들에게 명하여, 장훈과 등계숭의 사병들의 군복을 입게 하고, 곧장 진군하여 무안군의 군부 담주에 이르렀다. 그들이 도착하자, 담주 수비군은 그들을 장훈과 등계숭의 군대로 오인하고 아무런 방비도 하지 않았다. 유건봉군은 곧바로 군부(軍府)로 들어갔는데, 마침 등처눌은 잔치를 벌이고 있다가 사로잡혔다. 유건봉은 그를 죽이고 유후를 자칭하였다.
895년 4월, 당 소종은 유건봉을 무안군 절도사에 임명하고, 검교상서좌복야(檢校尙書左僕射)에 제수하였다.

### 죽음
그 해(895년) 11월, 장훈은 소주자사(邵州刺史)가 되게 해 달라고 요구하였으나, 유건봉은 허락하지 않았고, 장훈과 등계숭은 유건봉에 맞서 거병하였다. 그들은 재빨리 소주를 함락시키고, 담주에 압박을 시도하였다. 896년 유건봉은 마은을 파견하여 장훈과 등계숭을 치게 하였고, 마은은 첫 승리를 거두었다.
그러나 전쟁은 아직도 진행 중에 있었고, 유건봉 자신은 무안군을 탈취한 이후로 교만해져서 술을 즐기게 되었다. 그는 또, 자신의 장직병(長直兵, 직속 호위병)으로 있던 신식소사(新息小史) 진섬(陳贍)의 아름다운 아내와 사통하였다. 성난 진섬은 철과(鐵檛, 쇠망치)를 써서 유건봉을 죽였다. 사병들은 당초 장길을 유후로 추대하여 유건봉의 후사를 이으려고 하였으나 장길은 거부하였고, 최후에는 마은을 추대하였다.

## 주해, 출전 및 참고 자료
1. ↑  《신당서》, 권190.
2. 1 2 3 4  《자치통감》, 권256.
3. 1 2 3 4  《자치통감》, 권257.
4. 1 2 3 4  《자치통감》, 권258.
5. 1 2 3 4 5 6  《자치통감》, 권259.
6. 1 2 3  《자치통감》, 권260.

- 《신당서》, 권190.
- 《자치통감》, 권256257·258·259·260.

| 전임 등처눌 | 무안군절도사 894년 ~ 896년 | 후임 마은 |